# 2. Klavierkonzert (Prokofjew)
Sergei Prokofjew komponierte sein Klavierkonzert Nr. 2 in g-Moll, opus 16 von 1912 bis 1913, die Uraufführung fand im Sommer 1913 in Pawlowsk (Sankt Petersburg) bei St. Petersburg statt.  Es ist seinem Studienkollegen und Freund Maximilian Schmidthof gewidmet, der sich kurz vorher das Leben genommen hatte. Von der Mehrheit der Musikkritiker, sowie dem Großteil des Publikums, wurde das Werk negativ aufgenommen. Während des Ersten Weltkrieges ging die ursprüngliche Partitur verloren, vermutlich verbrannte sie. Prokofjew sah sich 1923 dazu gezwungen, eine neue Orchestrierung zu verfassen, die im Folgejahr in Paris erstmals gespielt wurde. In beiden Premieren war Prokofjew selbst der Solist. Zwischen Februar 1930, als Prokofjew es letztmals aufführte und 1949, als es Jorge Bolet in New Orleans spielte, wurde das Konzert gemäß dem Herausgeber Boosey & Hawkes (der die Orchesterstimmen verleiht), nicht aufgeführt. Bolet spielte das Werk 1953 auch erstmals ein, mit dem Cincinnati Symphony Orchestra und dessen damaligem Chefdirigenten Thor Johnson bei dem kleinen Label Remington Records.

## Musik
Die Komposition ist eines der bekannteren Musikwerke der Moderne, enthält neben seinen für den Expressionismus typischen dissonanten Passagen allerdings auch ausgedehnte romantische Abschnitte. Das Konzert ist in vier Sätze untergliedert, die folgendermaßen bezeichnet sind.
1. Andantino-Allegretto (10–14 Minuten)
2. Scherzo: Vivace (2–3 Minuten)
3. Intermezzo: Allegro moderato (5–9 Minuten)
4. Finale: Allegro tempestoso (10–13 Minuten)